# Паралімні
35°2′0″ пн. ш. 33°59′0″ сх. д. / 35.03333° пн. ш. 33.98333° сх. д.

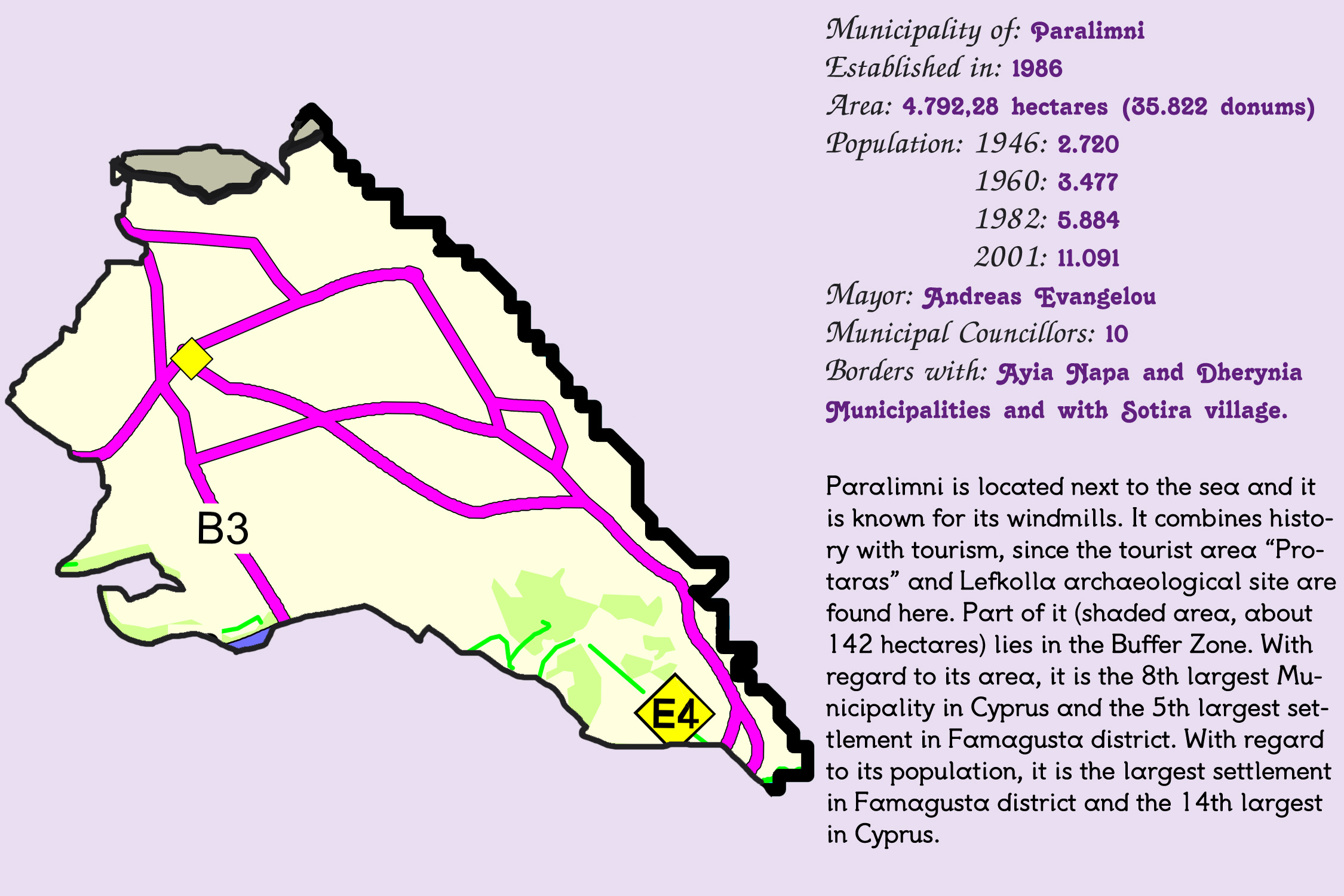
Діаграма общини Паралімні

Паралімні (грец. Παραλίμνι) — невелике місто і громада на південному сході Кіпру в районі Фамагуста. Відтоді, як Фамагуста виявилася на окупованій турками території, Паралімні став тимчасовою столицею округу. Багато біженців з Фамагусти осіли тут. Завдяки розвиткові курортної індустрії місто значно виросло, значна частина тих, що працюють на курортах Протарас і Айя-Напа мешкають в Паралімні. Зараз Паралімні найбільше місто грецької частини округу.

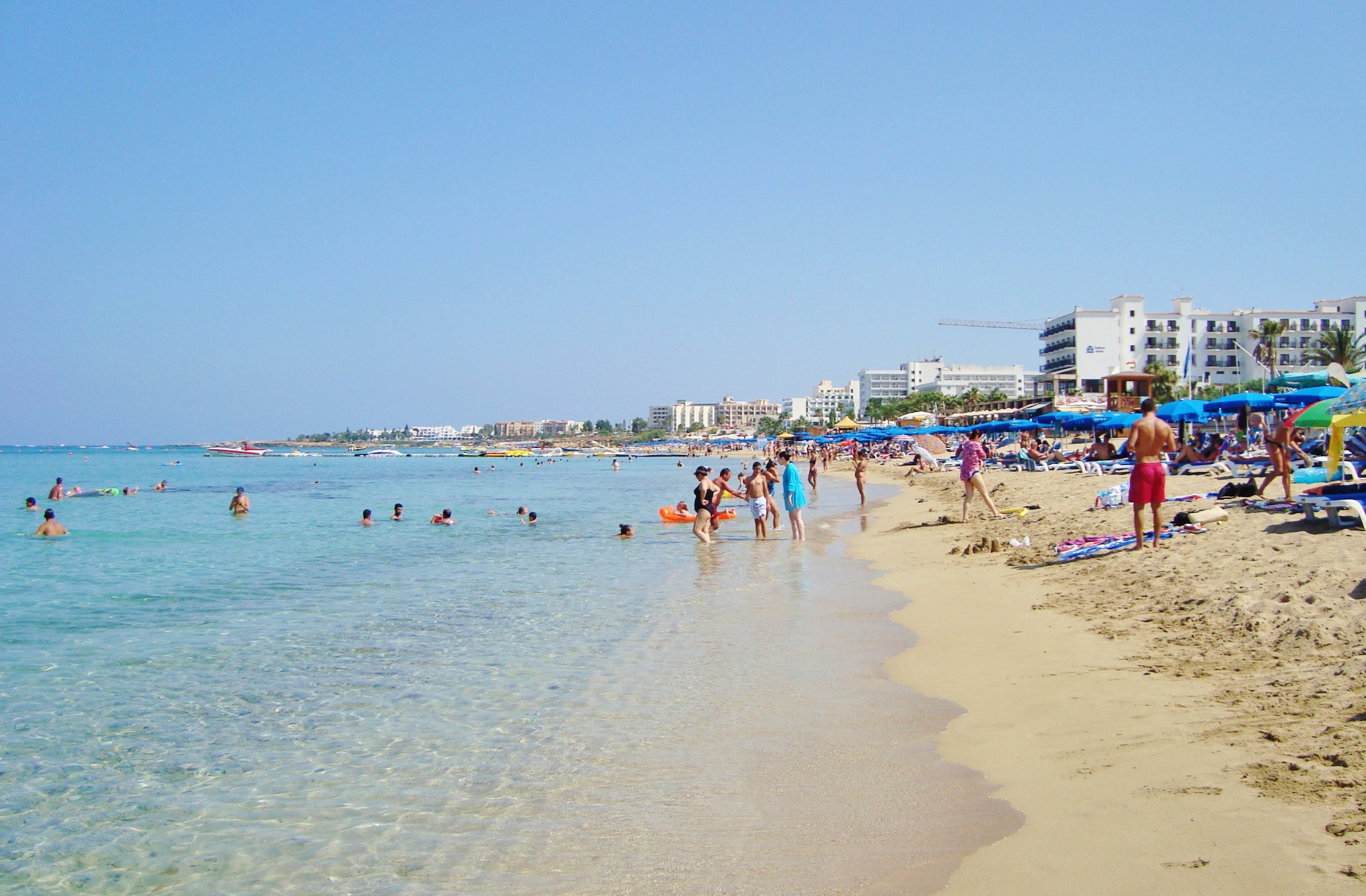
Курорт Паралімні Протарас в липні 2011 року

## Природні умови
Місто Паралімні розташоване на крайньому південному сході острова Кіпр. Місто розташоване за 110 кілометрів на схід від столиці Нікосія. Місто традиційно було передмістям Фамагуста (до окупації міста), лише за 10 км на північ.
Паралімні розташований біля узбережжя Середземного моря, приблизно на 80 метрів над рівнем моря. Місто розташоване на південно-східній частині центральної рівнини острова Месаорія. Ось чому навколо міста на півночі простягається рівнина, а на півдні піднімаються прибережні пагорби.
Населення міста у 2001 році становило 11 091 осіб, у 2011 році — 15 тис.

## Історія
Слово Паралімні означає «в озері». Історично Паралімні був побудований на березі неглибокого озера, яке наповнювалося водою тільки взимку.
На початку 20 століття в результаті проведених робіт все дно озера було відновлено для сільськогосподарських потреб. Паралімні не завжди був таким, яким він є зараз. Спочатку він був побудований на пагорбі, який лежить між Дерінеєю та його нинішнім місцем розташування.
Однак у 15 столітті його перемістили вглиб країни, щоб уникнути виявлення піратами. Кажуть, що перші, хто оселився в Паралімні, прибули відразу після захоплення міста, поблизу Фамагусти, османськими турками в 1571 році. Перше поселення було названо Святим Димитрієм, і це місце все ще носить його ім'я.
У 1986 році після референдуму Паралімні було оголошено муніципалітетом під такою назвою. У травні 1986 року відбулися перші вибори мера та міської ради. Нікос Вліттіс був обраний першим мером, який обіймав цю посаду з 1986 по 2006 рік. У грудні 2006 року він поступився мером Андреасу Еваггелу, який пропрацював до 2011 року.
Архітектурно Паралімні був невимовним, від первісного села майже нічого не залишилося. За межами центру міста будинки не надто привабливі і нагадують маленькі прямокутні квартали. Це з лишком компенсує його дуже привабливі сади, особливо коли дерева цвітуть або плодоносять. Однак, схоже, що нові та молоді покоління, які отримують вищі зарплати, ніж їхні батьки, бабусі та дідусі, витрачають великі суми грошей на будівництво оригінальних сучасних будинків.
Прямо в центрі Паралімні знаходиться комерційний центр із численними магазинами та модними кафе та барами. У зв’язку з тим, що Паралімні стрімко розрісся, найбільші продуктові магазини острова побудували або орендували там філії, такі як Carrefour, Orfanides. Також є багато місцевих супермаркетів, таких як Kokkinos.
Ландшафт навколо Паралімні має родючі червоні ґрунти, де вирощують знамениту кіпрську картоплю. Престижними є мальовничі вітряки, якими з підземних водоносних горизонтів видобувають воду для зрошення навколишніх земель. На жаль, багато з них зараз знаходяться в руїнах, замінені електричними або дизельними насосами. До розквіту туризму багаті сільськогосподарські угіддя навколо Паралімні були джерелом його багатства та досі мають велике значення.

## Спорт
ФК «Еносіс Неон Паралімні», який грає в Першому кіпрському дивізіоні, є футбольною командою міста. Міхаліс Константіну, відомий колишній футболіст ФК «Іракліс», «Панатінаїкос» і «Олімпіакос», народився в Паралімні. Свою кар’єру також розпочинав у міській команді. У Паралімні також є частина конференції під назвою Anorthosis Paralimniou.

## Протарас
Протарас (грецькою: Παραλίμνι) переважно туристичне місце. Він знаходиться під адміністративною юрисдикцією муніципалітету Паралімні. У стародавні часи там, де зараз розташований Протарас, було стародавнє місто-держава Левколла. Місто має безпечний порт, де афінянин Деметрій Поліоркет у 306 р.н.е. р. він шукав притулку, шукаючи Птолемея, одного з наступників Олександра Македонського. У битві Птолемей зазнав поразки і втік до Єгипту, залишивши Кіпр на деякий час у руках Деметрія.
Протарас має чудові піщані пляжі з чистою небесно-блакитною водою, а найвідомішим пляжем у цьому районі є затока Фігового дерева. Протарас також відомий як "країна вітряків", зберігаючи ностальгію минулого.
На зворотному боці успіху Айя-Напи (яка знаходиться лише за кілька кілометрів), вона стала курортом значних розмірів з десятками готелів великої місткості, готелів і апартаментів, вілл, ресторанів, пабів і всіх видів об’єктів. сучасний курорт повинен мати. Будучи тихішим, ніж Айя-Напа, і має менше клубної сцени, він має репутацію в основному для сімейного та кіпрського туризму.
Мис Греко знаходиться в 10 хвилинах від центру Протараса і вважається одним з найкрасивіших місць на острові.
Мис Греко живе славою Айя-Напи, морського чудовиська, яке має нагадувати щось середнє між дельфіном і драконом.

## Екологія
Сезонне озеро Паралімні є домом для кіпрської змії (Natrix natrix cypriaca), яка вважалася вимерлою з 1960-х років, доки «Змія Джордж» (Г. Відл) не відкрив цей вид заново в 1990-х роках.
У результаті озеро було оголошено об’єктом громадського інтересу. Незважаючи на це, уряд Кіпру видав дозвіл на будівництво понад 300 будинків на цьому місці, в результаті чого Європейська Комісія просувала судовий позов проти Кіпру.
Інші небезпеки, з якими стикається змія, - це мотокрос і людина, яка вбиває їх через незнання та забобони.

## Подяка людей
- Міхаліс Константіну, футболіст, народився в Паралімні
- Соломос Соломоу, виріс у Паралімні, убитий у 1996 році турецьким офіцером у буферній зоні ООН
- Кіріаку Пелагія, відома співачка кіпрська традиційна музика, народилася в Паралімні
- Міхаліс Константіну, футболіст, народився в Паралімні
- Соломос Соломоу, виріс у Паралімні, убитий у 1996 році турецьким офіцером у буферній зоні ООН
- Елені Артимата, спортсменка
- Елефтерія Елефтеріу, співачка
- Йоргос Тофас, футболіст

## Галерея

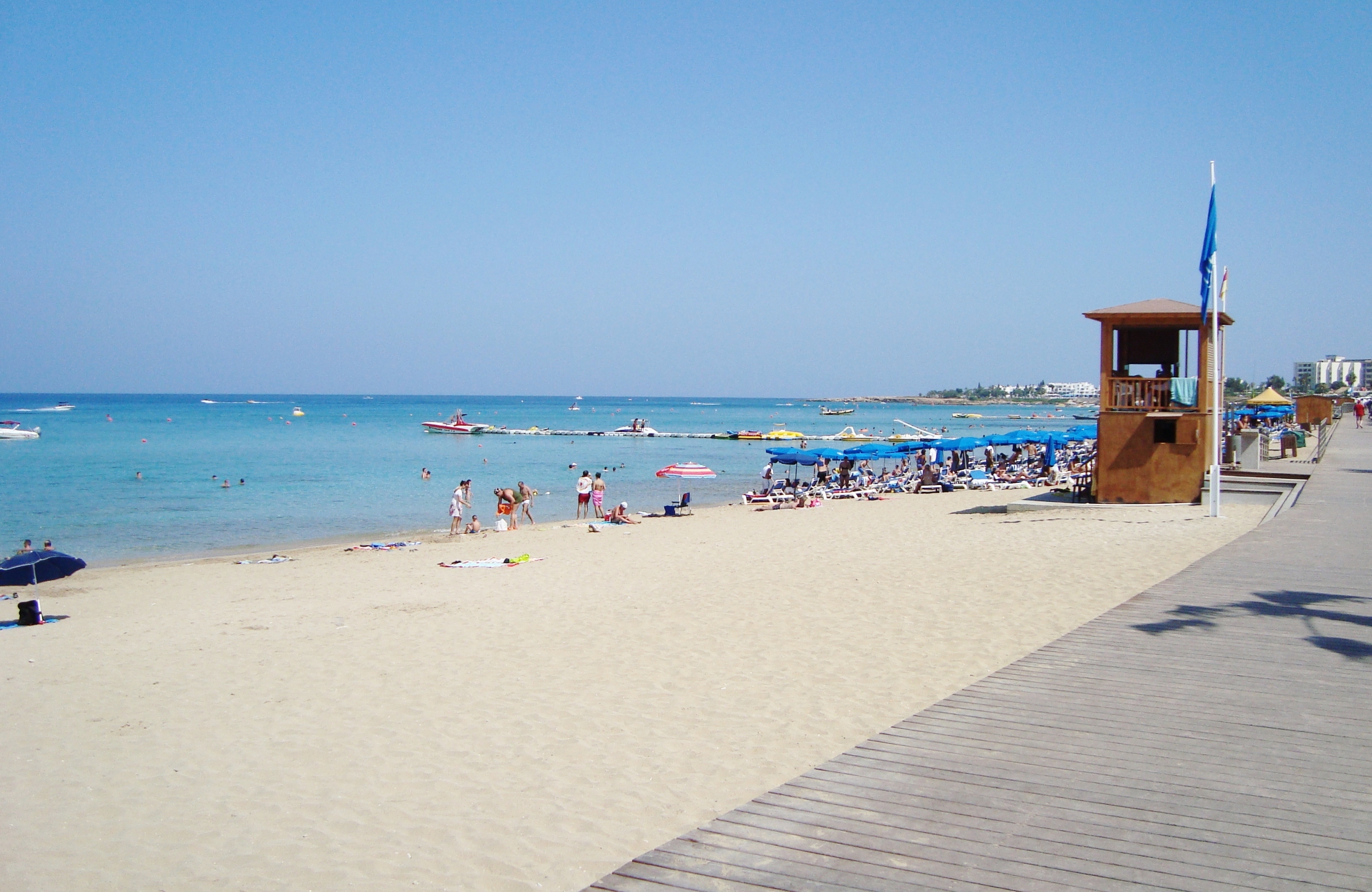
Пляж Протарас влітку
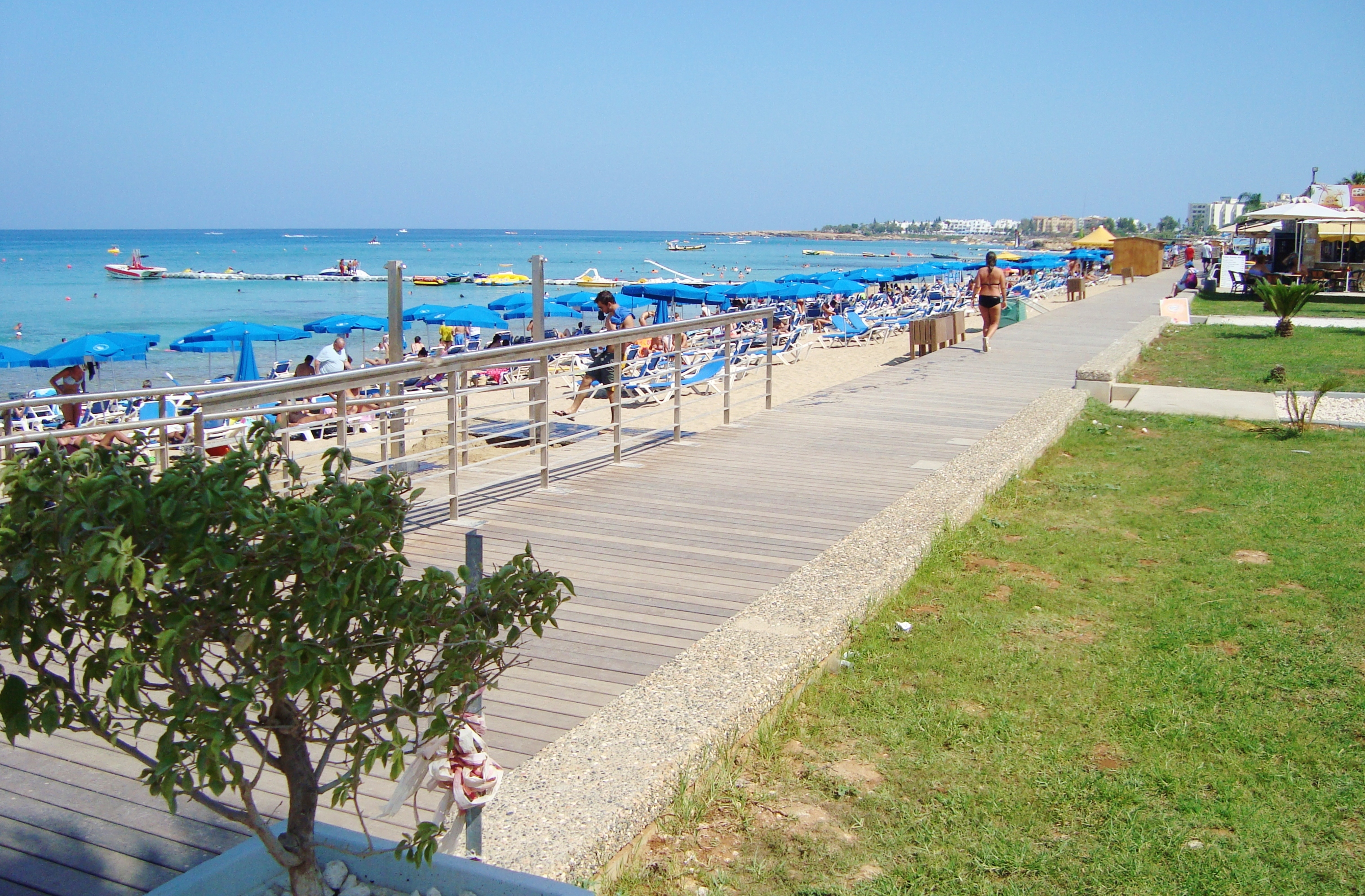
дерев'яна пішохідна вулиця біля пляжу
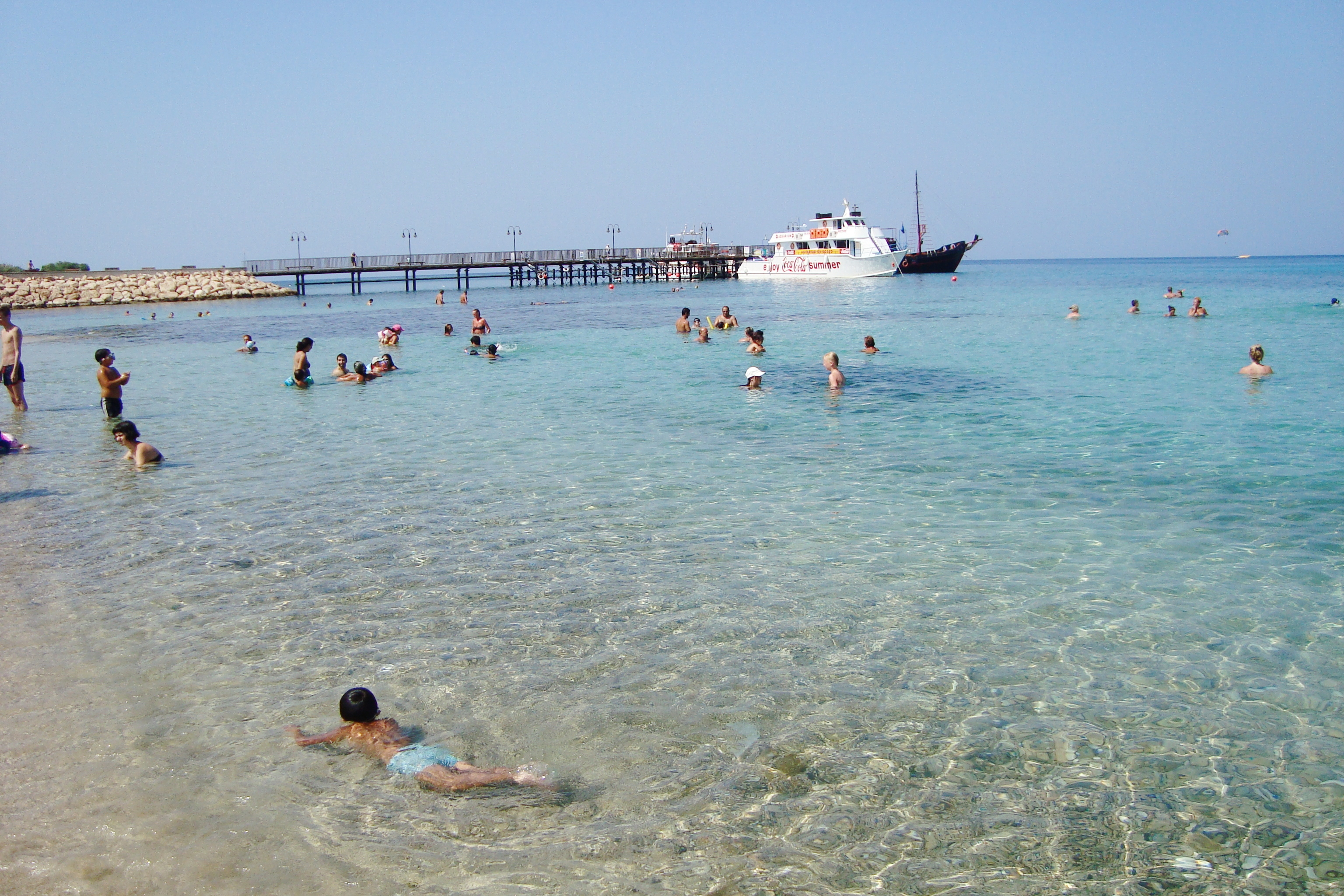
Прогулянка по пляжу
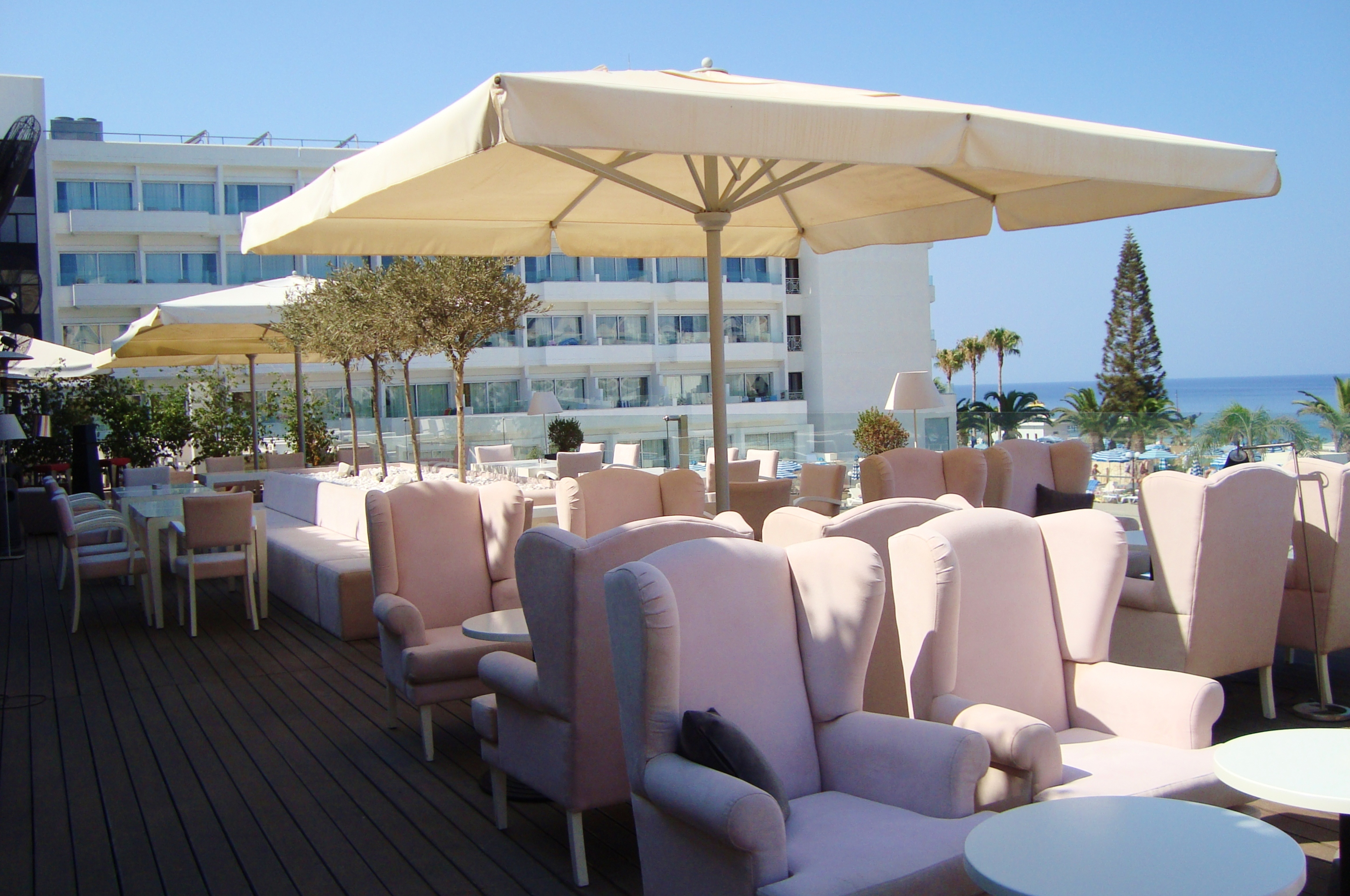
Кафе з видом на пляж
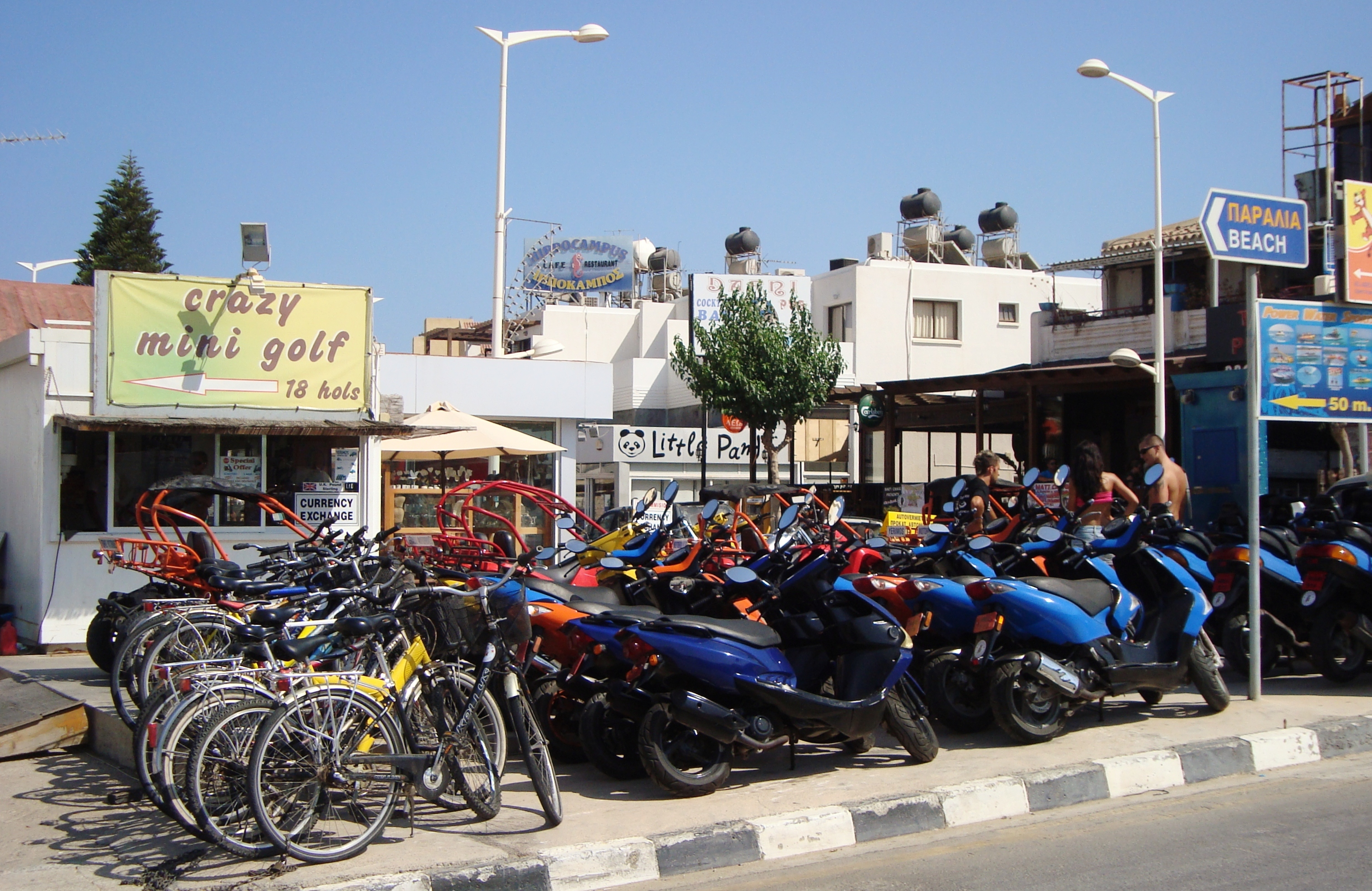
Пункт прокату мотоциклів
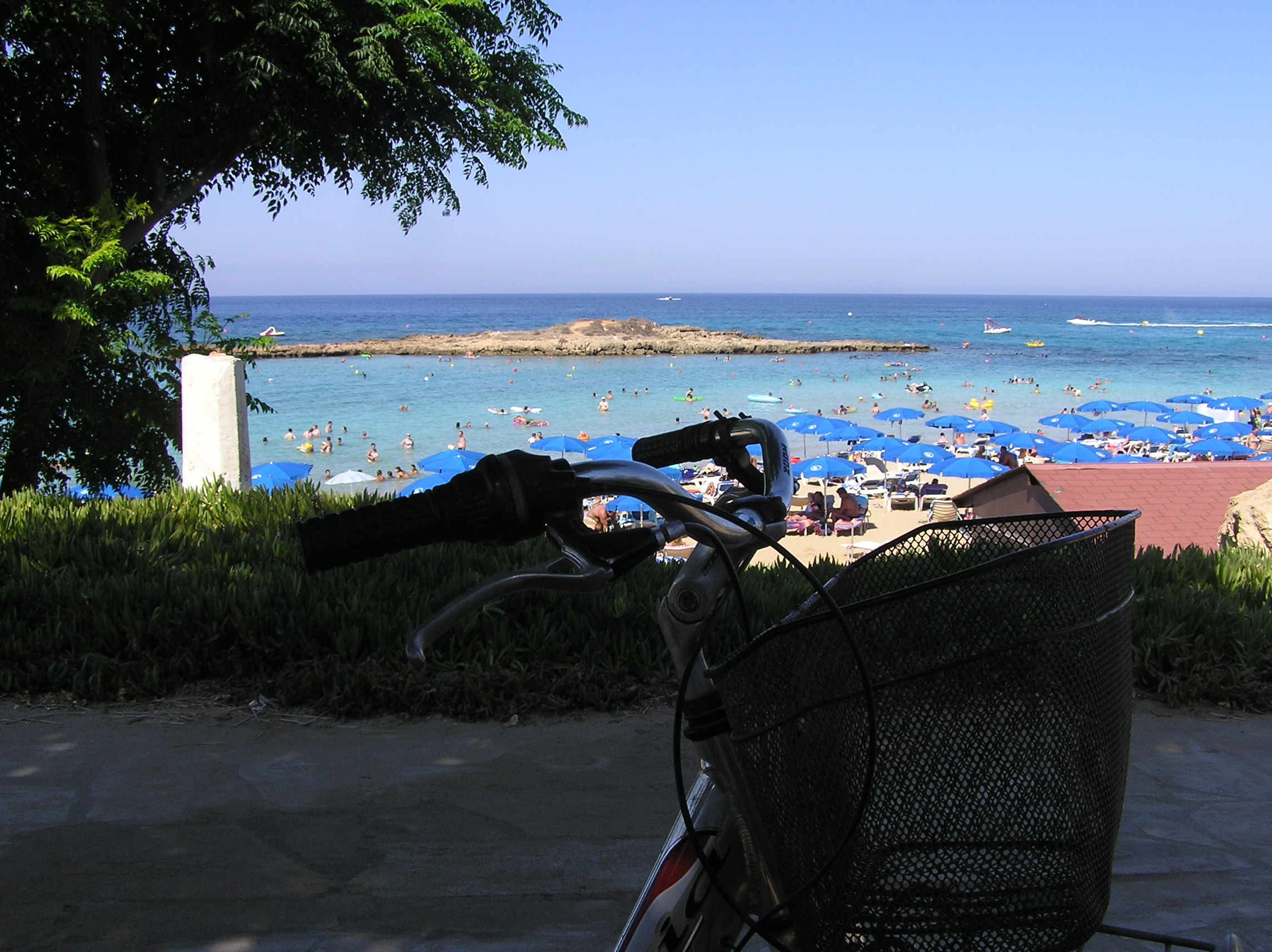
фігова затока
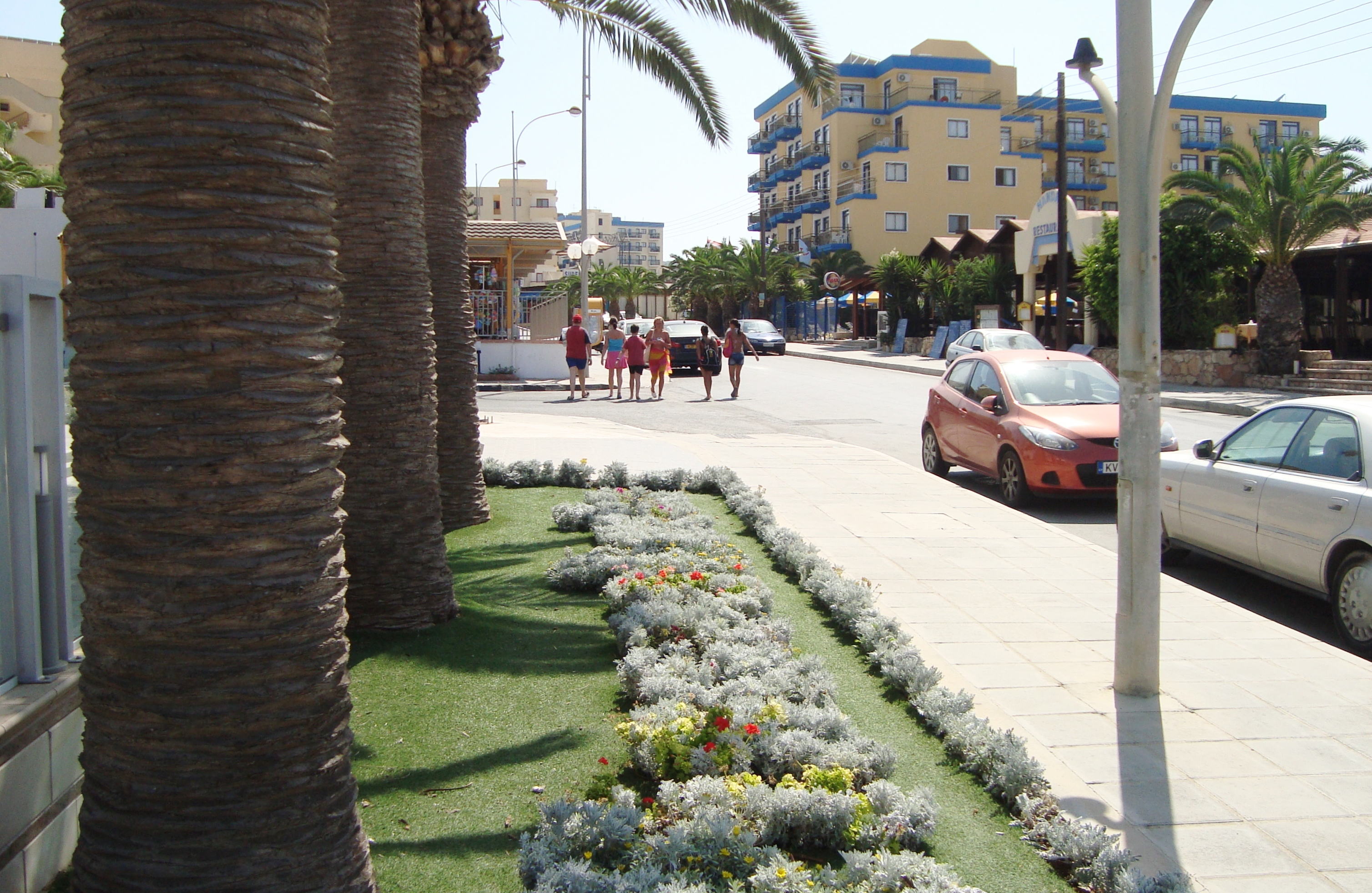
Типова дорога в Протарасі
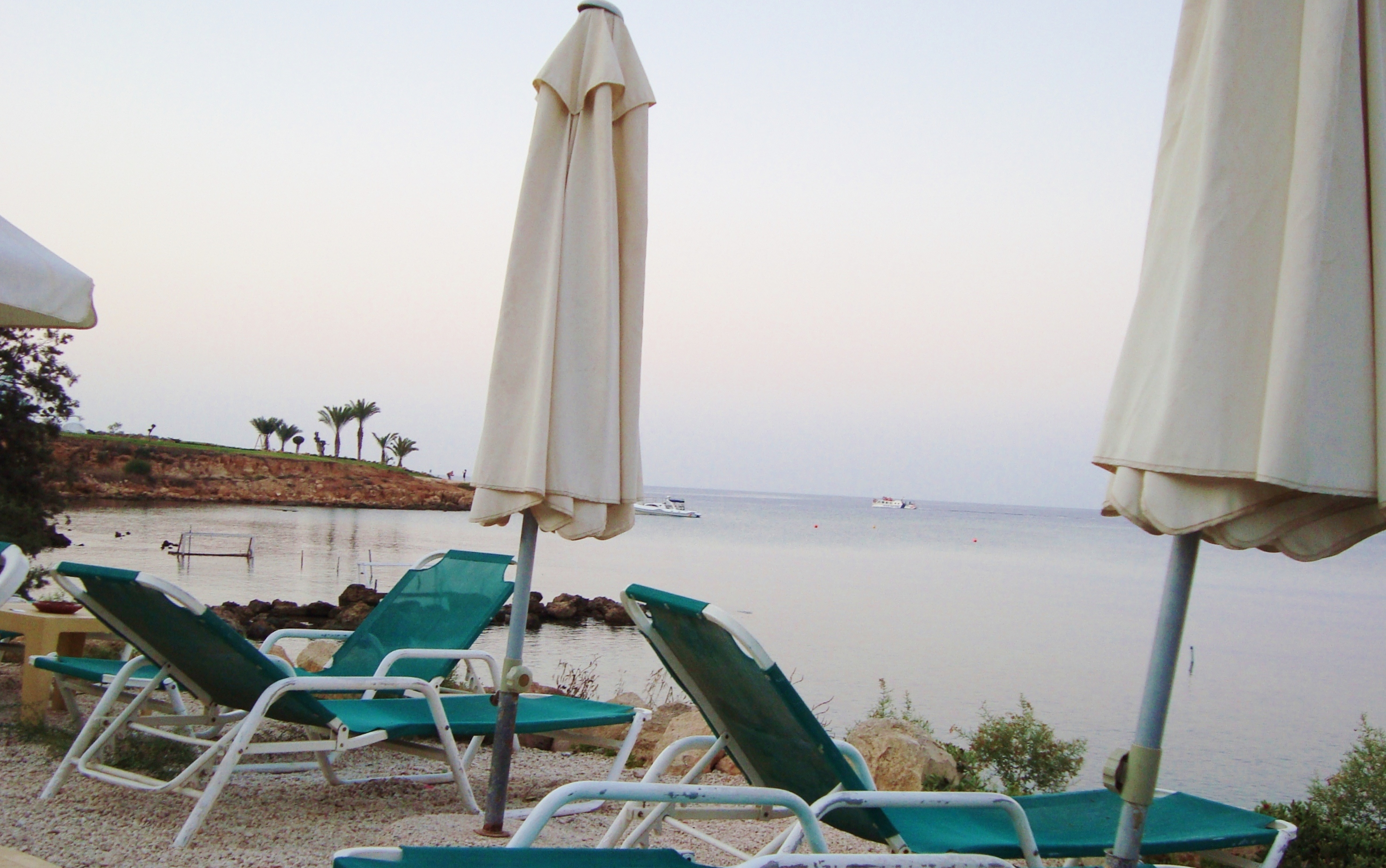
Пляж Mermaid Bay
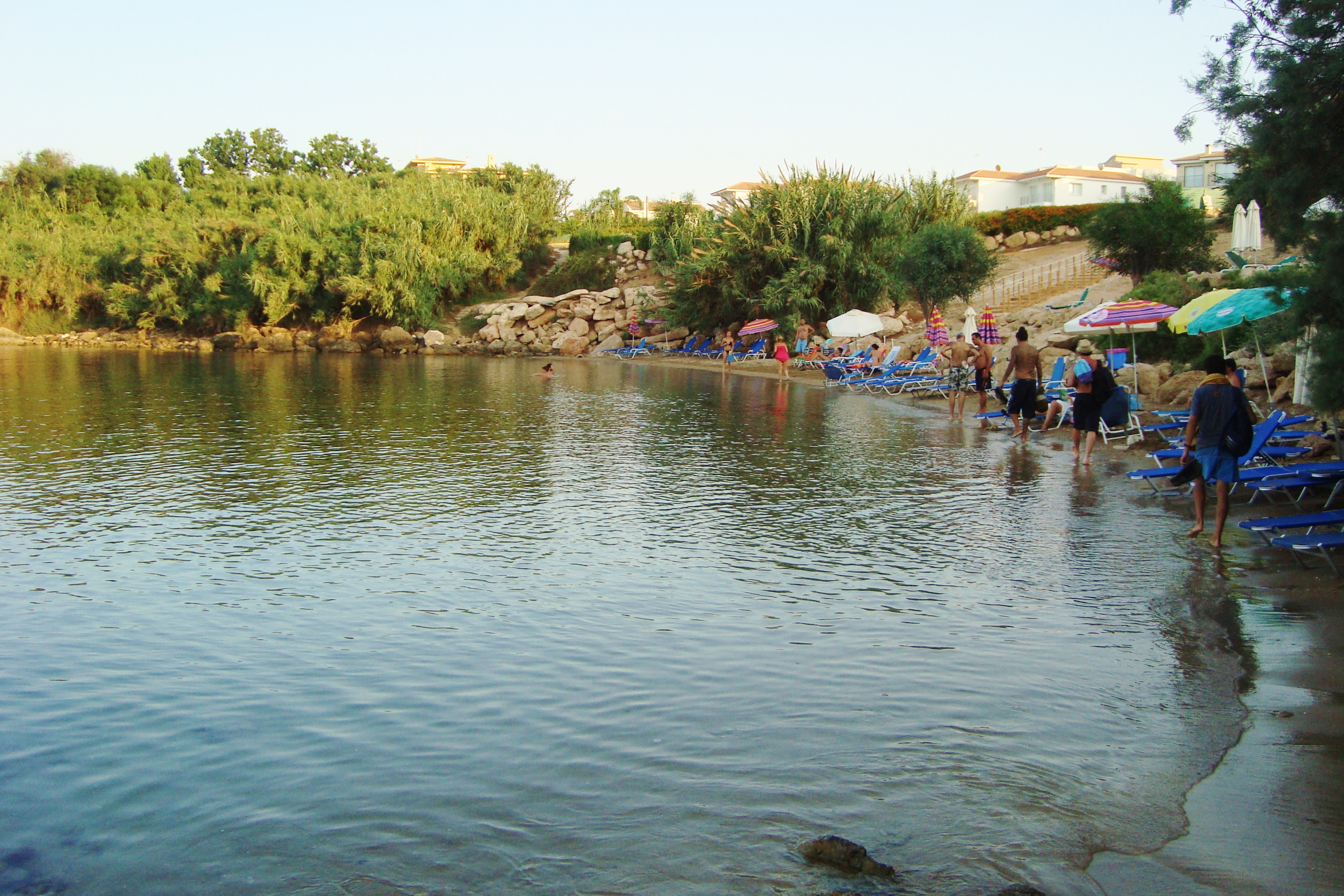
Пляж Мермейд Бей
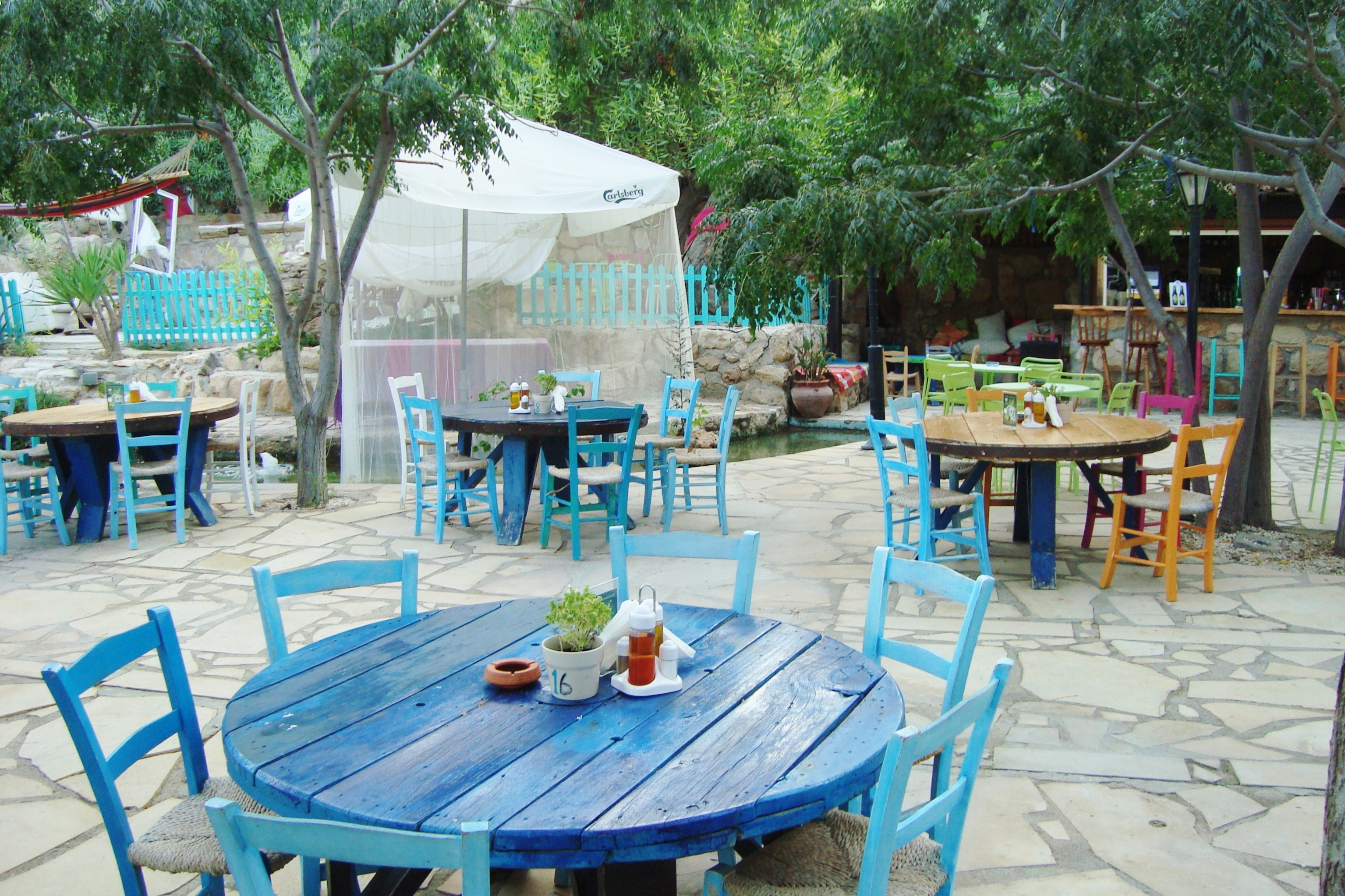
таверна в затоці Сирена
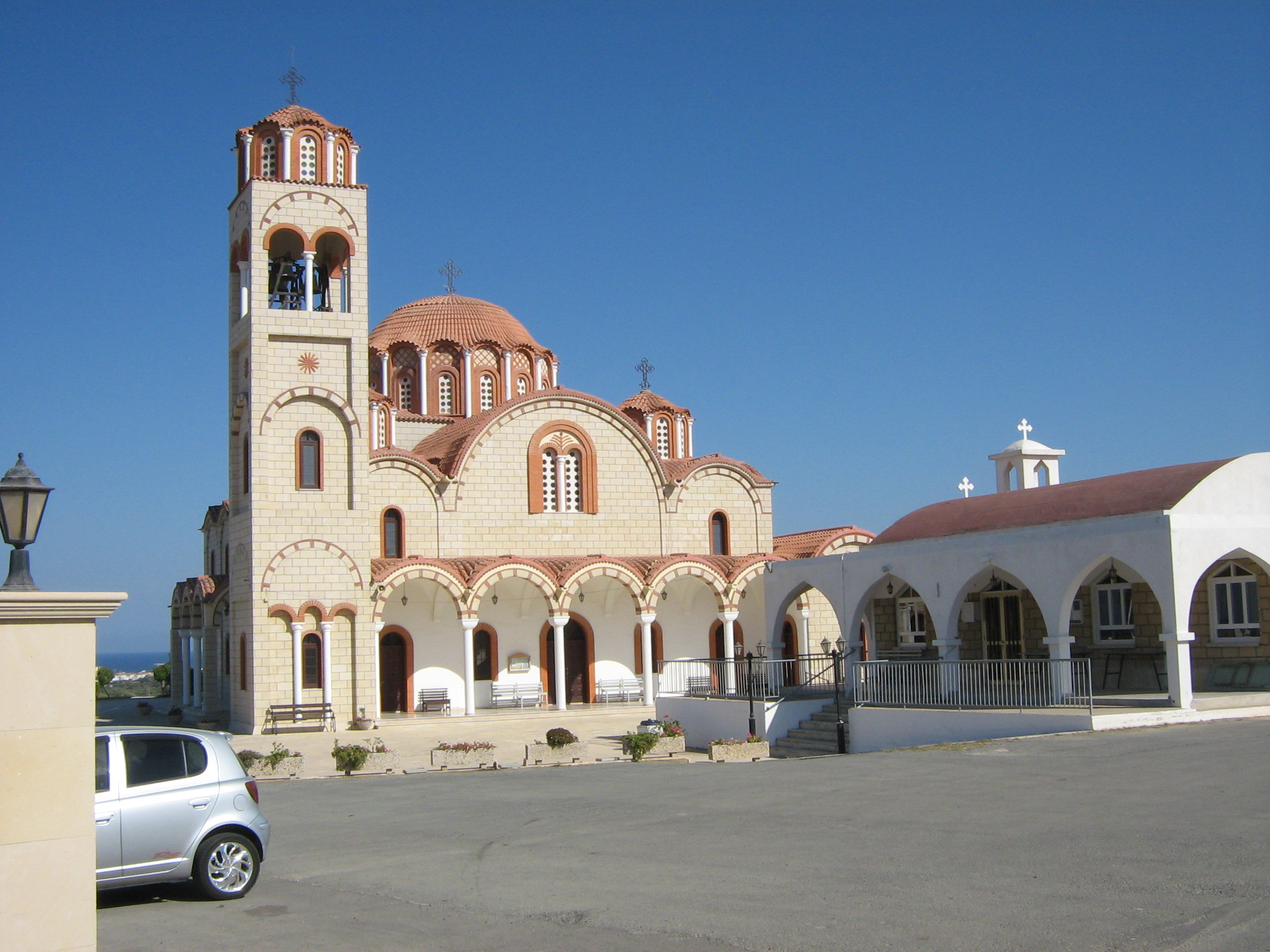
Церква Санта-Барбара
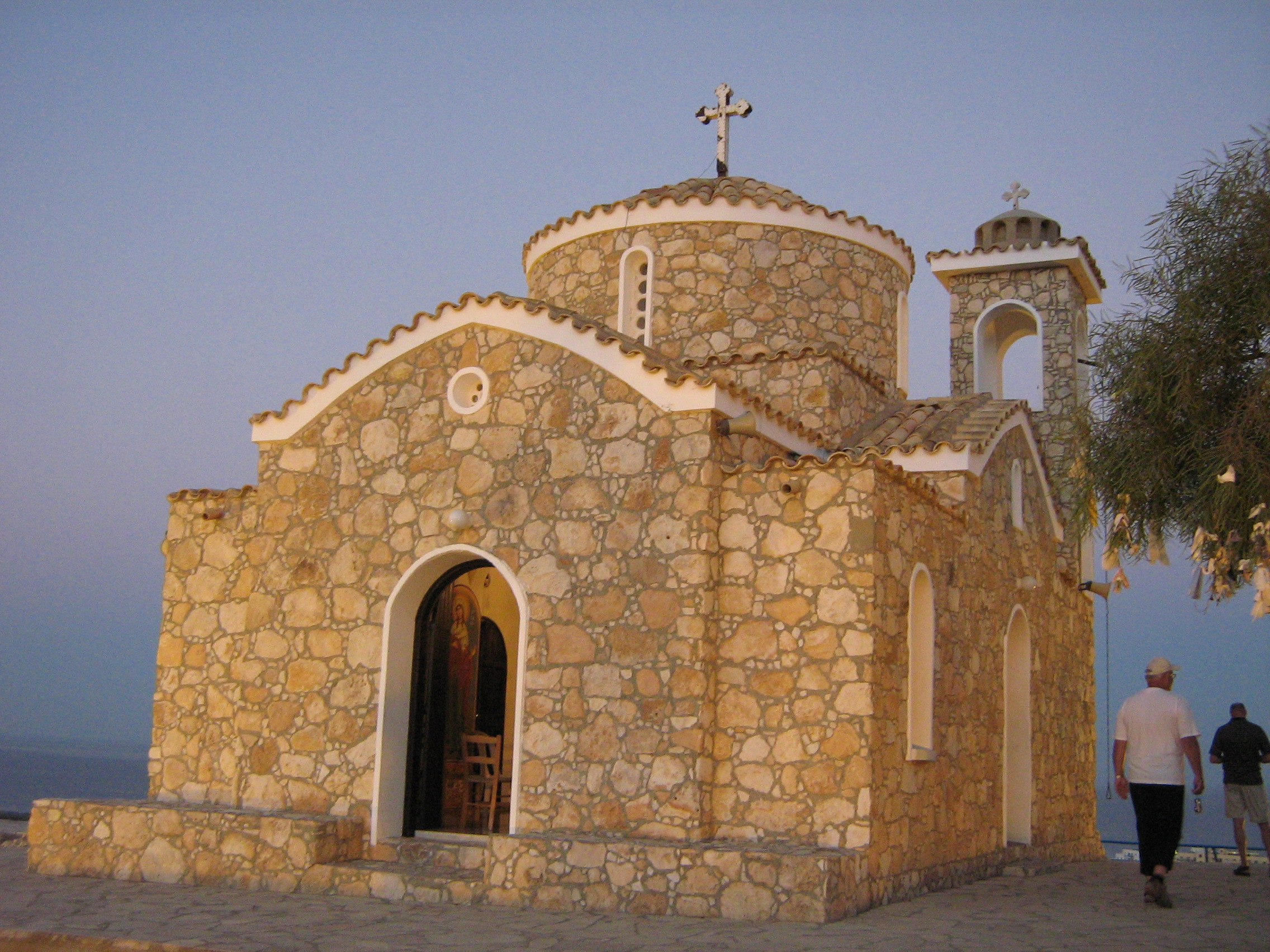
Церква Святого Іллі
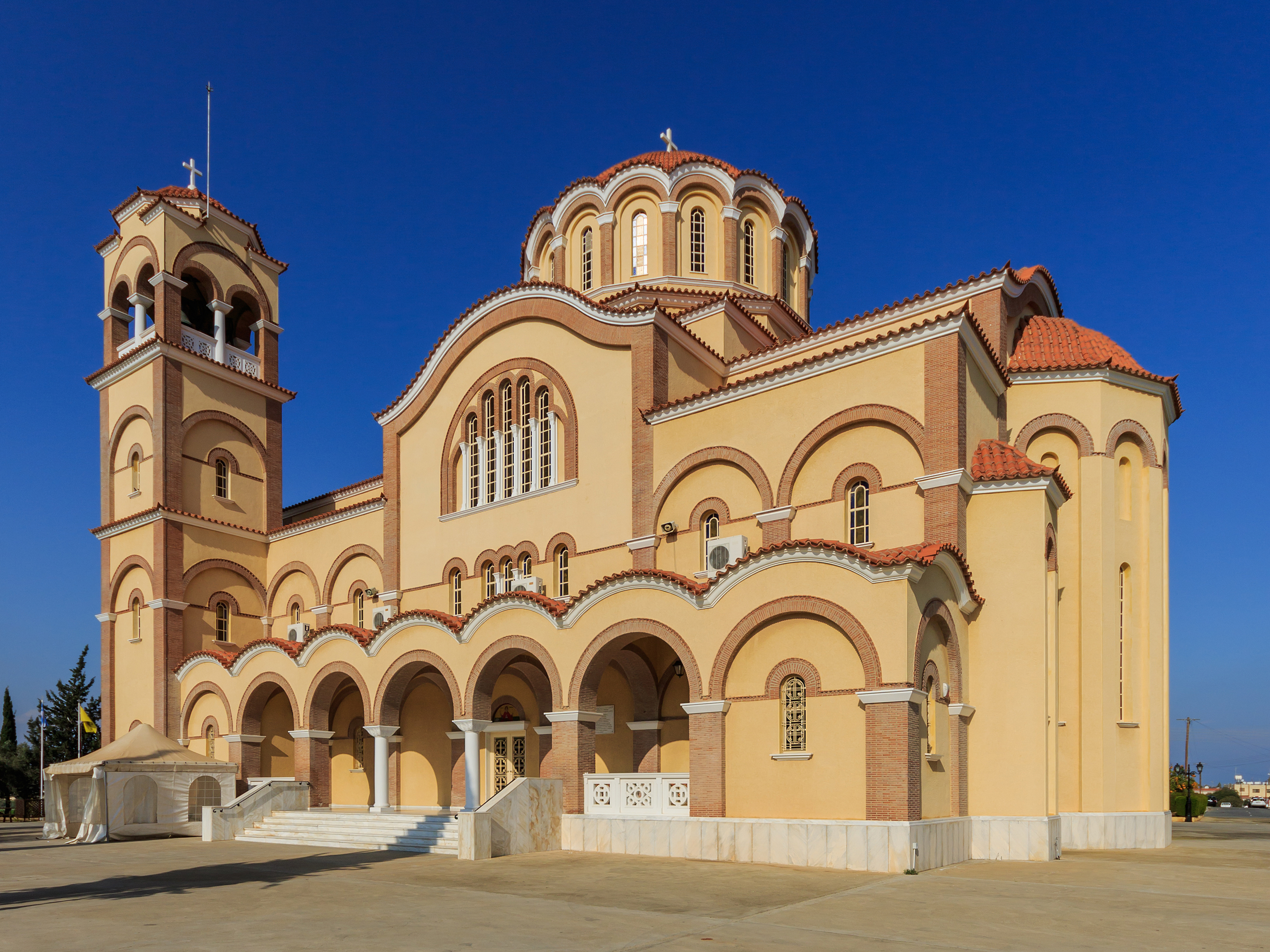
Церква Святого Димитрія
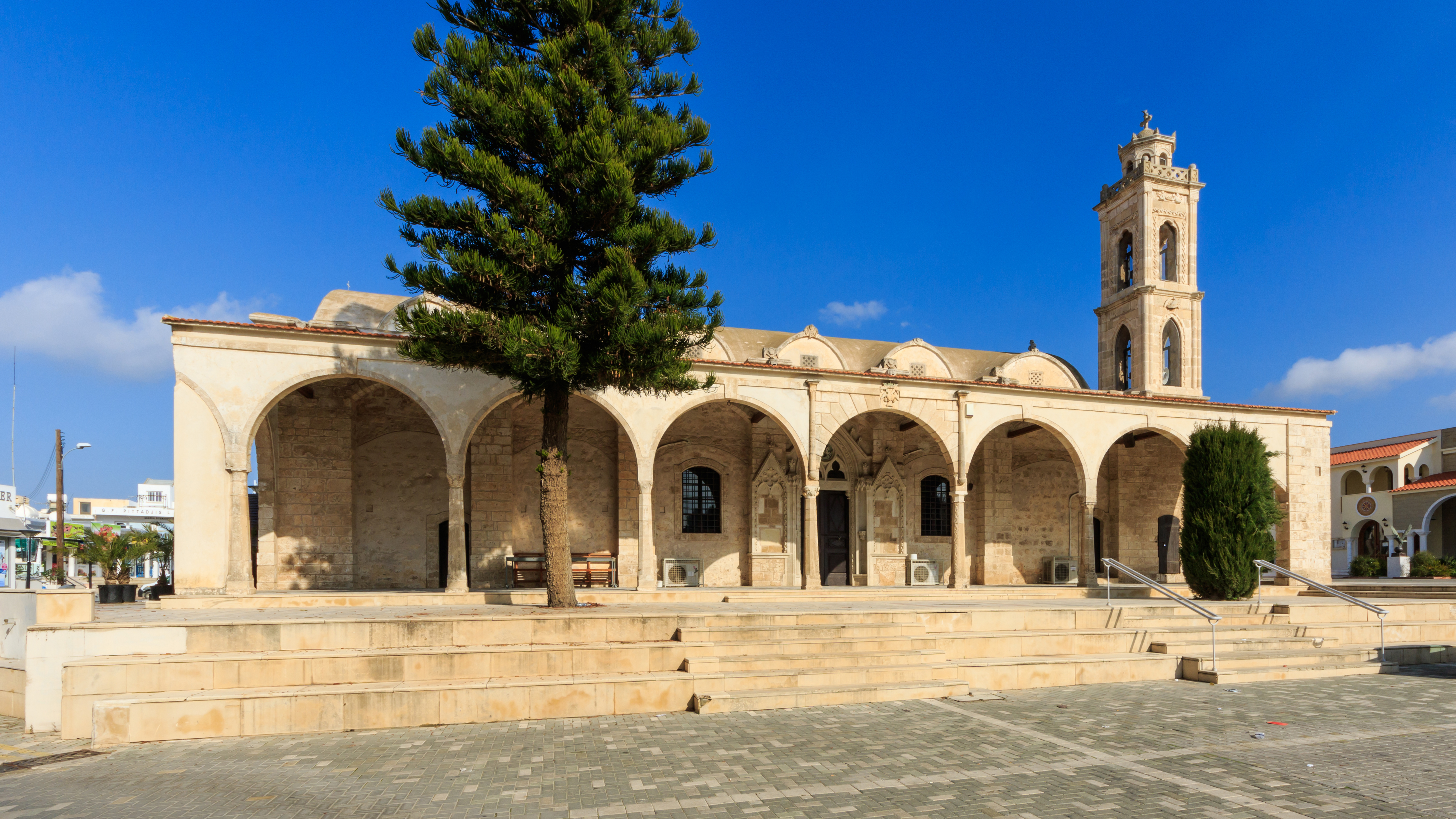
Стара Церква Святого Георгія
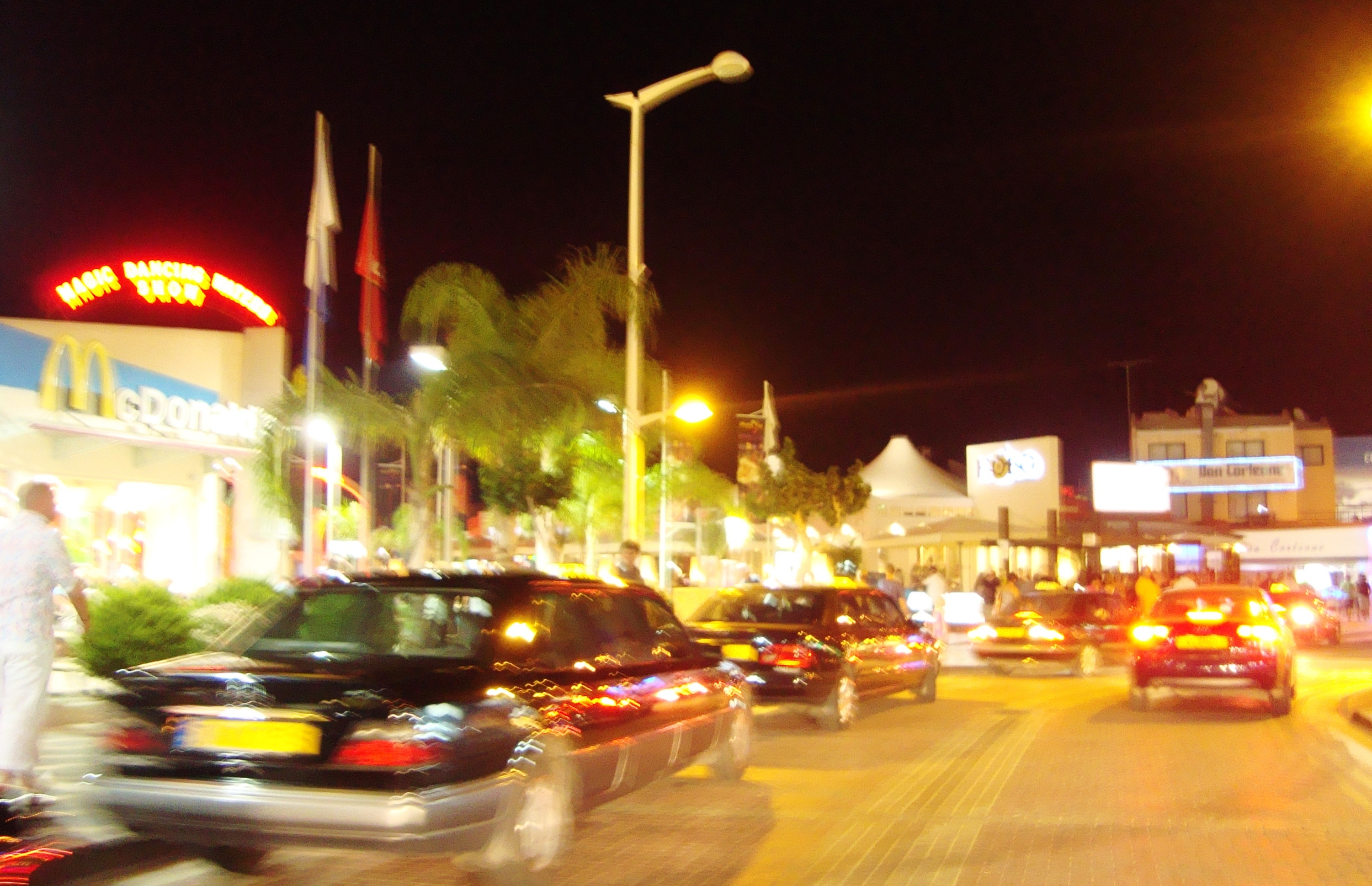
вулиця Протарас вночі
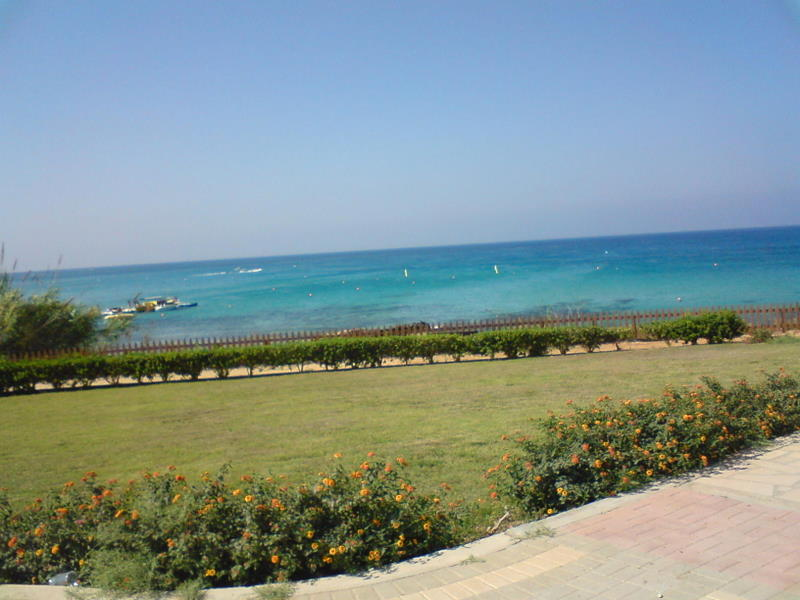
Сади в Протарасі
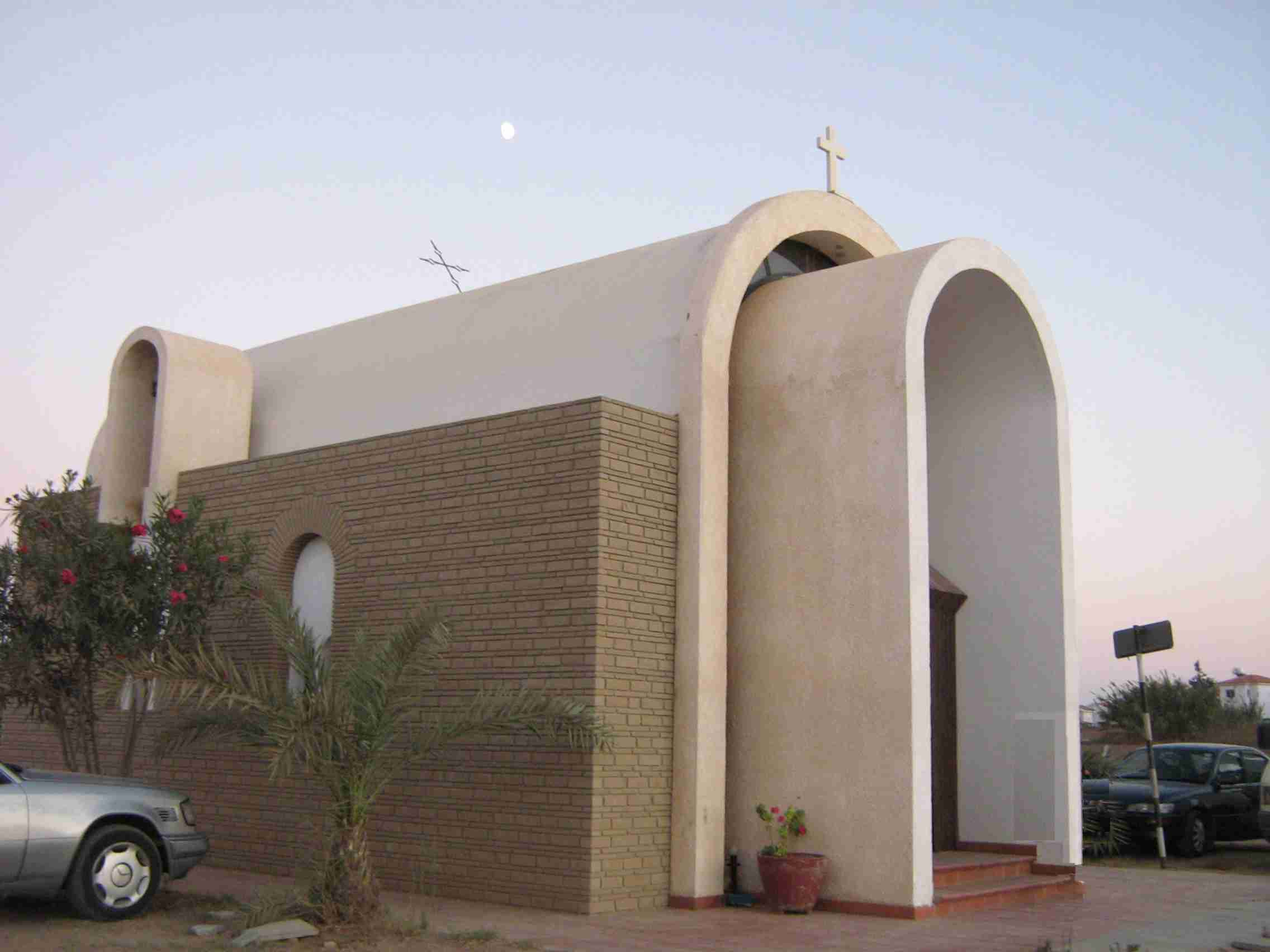
церква Святої Тріади
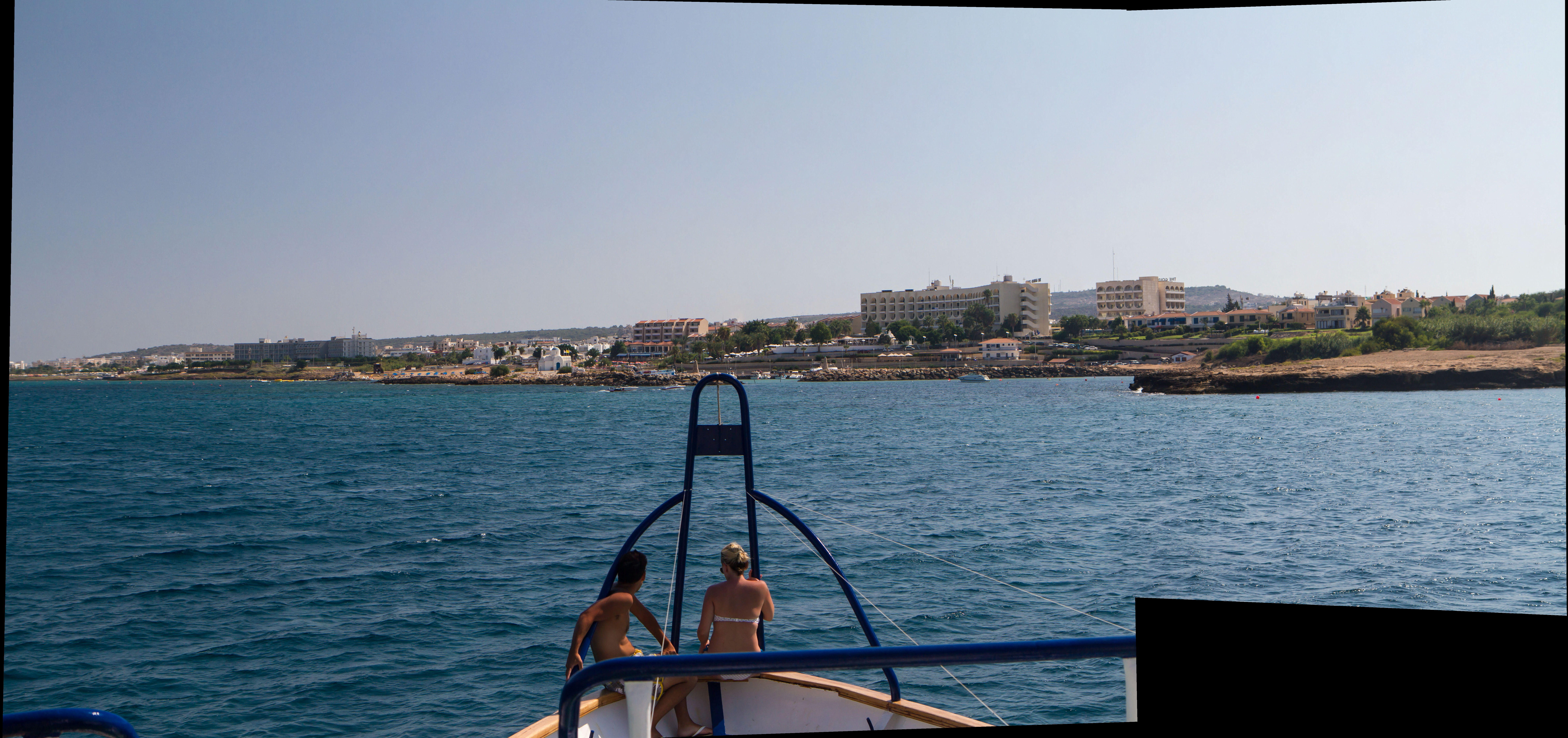
вид з моря
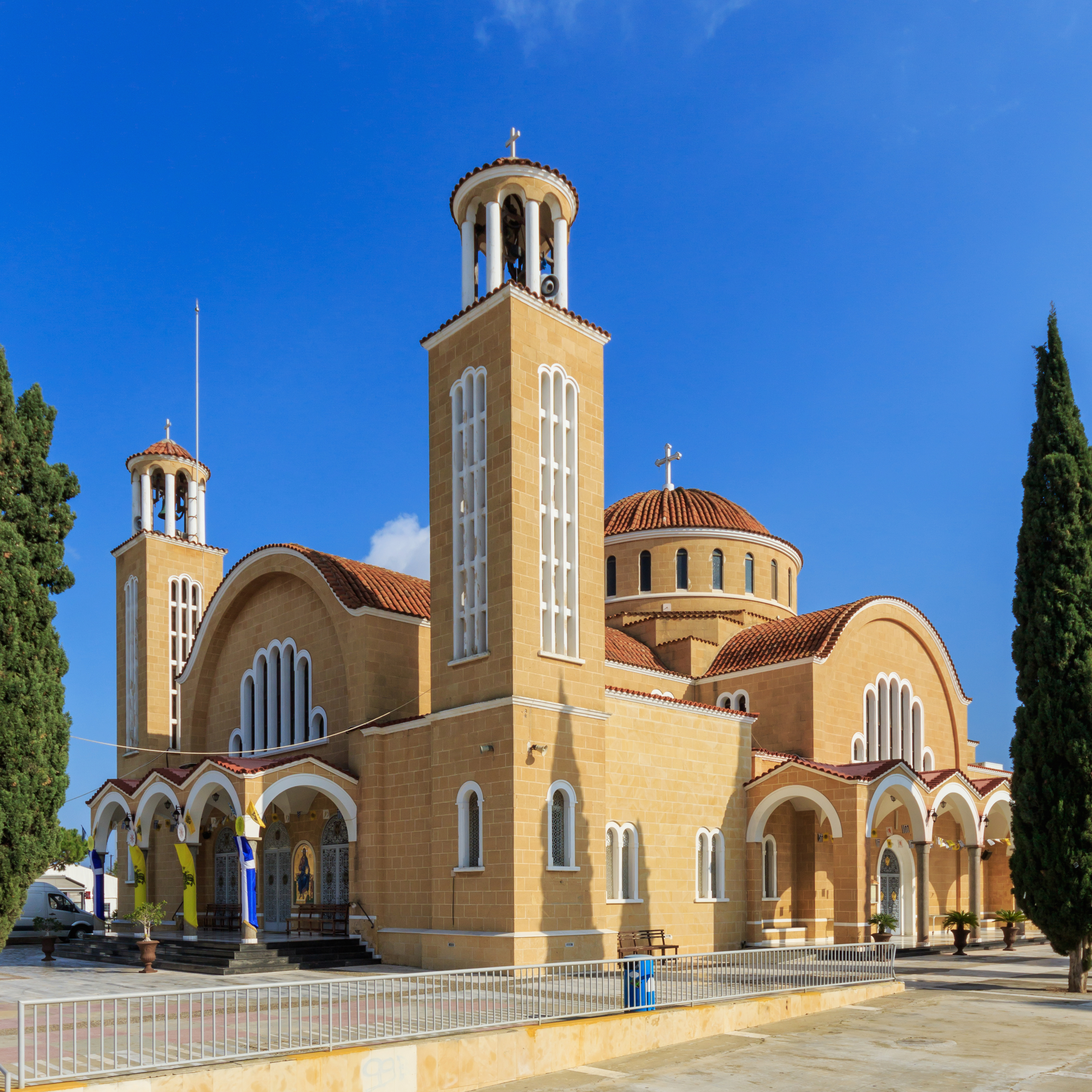
Собор Святого Георгія в Паралімні
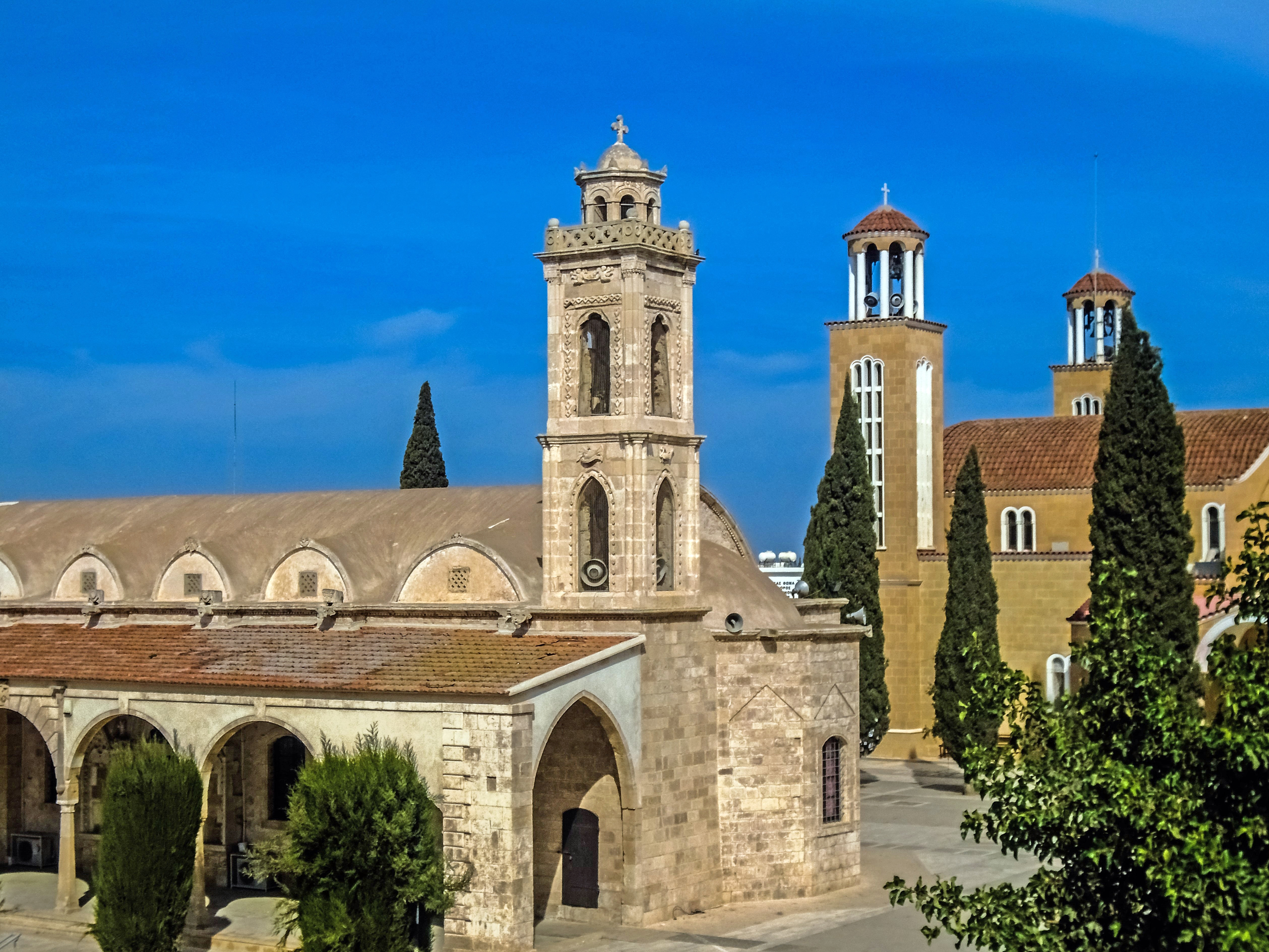
Старий і новий собор Паралімні
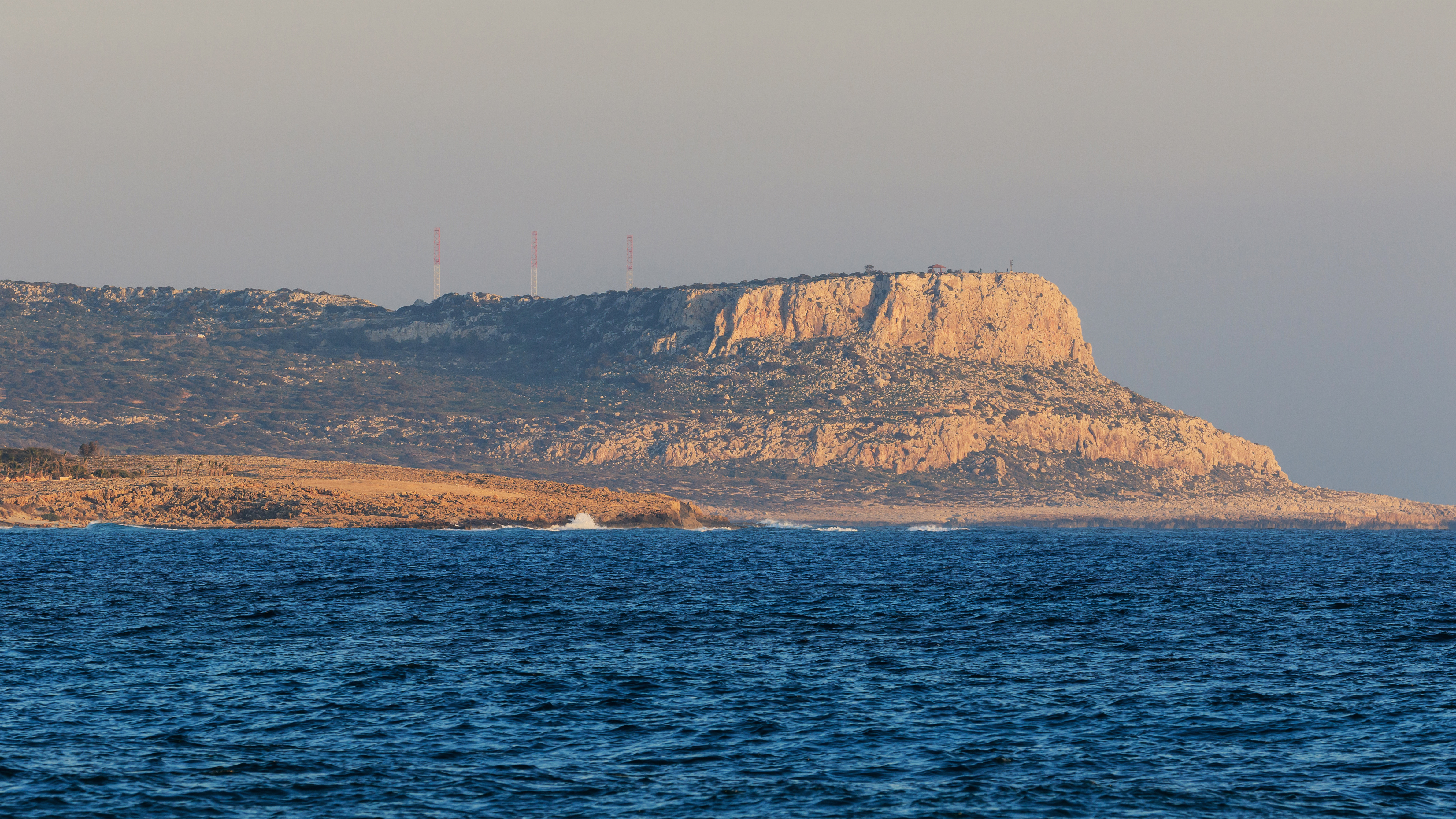
Мис Греко на території громади Паралімні